# Representações culturais de Eduardo II da Inglaterra
Eduardo II da Inglaterra foi mostrado na cultura popular muitas vezes.

## Teatro e musica
- O relato ficcional mais famoso do reinado de Eduardo II é a peça de Christopher Marlowe, Eduardo II (c. 1592). Ele descreve o reinado de Eduardo como uma única narrativa e não inclui Bannockburn. Faz referência a Gaveston. Nos últimos anos, várias produções aclamadas foram encenadas no Reino Unido, embora a peça raramente seja encenada nos Estados Unidos fora das grandes cidades e vilas universitárias.
- A adaptação de Bertolt Brecht da peça de Marlowe, The Life of Edward II of England, foi escrita em 1923.
- O personagem de Patrick de Salis em Susan Howatch romance histórico 's Cashelmara é baseado em Eduardo II.
- A banda inglesa de world music / folk / reggae Edward the Second e Red Hot Polkas, formada em Cheltenham, Gloucestershire em 1985, tomou como seu nome original uma referência trocista à suposta maneira do assassinato de Edward no vizinho Castelo de Berkeley .
- O balé do compositor inglês John McCabe, Edward II (1995), também se baseia na peça de Marlowe.
- A ópera Lessons in Love and Violence de 2018 do compositor clássico inglês George Benjamin, baseada no libreto de Martin Crimp, usa o tema Edward II.
- A canção patriótica escocesa (e candidata ao hino nacional), " Flower of Scotland ", escrita por Roy Williamson do The Corries, menciona a derrota de Eduardo II na Batalha de Bannockburn.

## Literatura
- Isabel, a Feira, de Margaret Campbell Barnes, centra-se na Rainha Isabel.
- O primeiro romance de John Crowley, The Deep (1975), apresenta (em parte) uma versão fantasiosa da história de Eduardo II e suas Guerras vista por um visitante estranhamente assexuado de fora do mundo.
- O romancista de mistério medieval PC Doherty colocou vários de seus livros no contexto do reinado de Eduardo II.
- Maurice Druon traça a vida e morte de Eduardo II em seu magnum opus histórico Les Rois maudits (Os Reis Amaldiçoados).
- Parte da trama do romance World Without End (2007) de Ken Follett gira em torno de uma carta secreta que provou que Eduardo II sobreviveu e escapou da prisão, carta que foi potencialmente embaraçosa para Isabella e Eduardo III.
- O romance Name to a Face (2007) do romancista britânico Robert Goddard discute as teorias e circunstâncias da sobrevivência de Eduardo II. Em um cenário ficcional, especula-se que um Eduardo II mais velho pode ser a identidade de uma figura medieval semilendária conhecida como o Homem Cinzento de Ennor, que viajou pela Inglaterra misteriosamente curando sofredores da Peste Negra em meados do século 14
- Susan Higginbotham, em The Traitor's Wife: A Novel of the Reign of Edward II (2005), olha para o reinado e suas consequências através dos olhos da esposa de Hugh le Despenser, Eleanor de Clare.[1]
- The Queen and Mortimer, de Brenda Honeyman, tem como foco a rainha Isabella.
- O romance de Chris Hunt, Gaveston (1992), publicado pela Gay Men's Press, é baseado na vida de Eduardo, em particular em seu relacionamento com Piers Gaveston, bem como nos relacionamentos subsequentes de Edward.
- O romancista de mistério medieval Michael Jecks colocou vários de seus livros no contexto do reinado de Eduardo II.
- Harlot Queen (1970), de Hilda Lewis, enfoca a Rainha Isabella e seu relacionamento com Eduardo II.[2]
- Isabella de Maureen Peters, a Loba concentra-se na Rainha Isabella.
- O Despertar do Rei de Eve Trevaskis começa logo depois da queda dos Despensers e termina com a queda de Roger Mortimer.

## Cinema e televisão
Na tela, Edward foi retratado por:
- Ian McKellen na adaptação para a TV BBC de Edward II de Marlowe (1970)
- Michel Beaune na adaptação para a TV francesa de 1972 dos romances de Druon
- Philippe Clévenot na adaptação para a TV francesa de Edward II de Marlowe (1982)
- Steven Waddington na versão cinematográfica de Derek Jarman de 1991 da peça de Christopher Marlowe - que usou roupas do século XX e marchas pelos direitos dos homossexuais como um aspecto da história.
- Peter Hanly em Braveheart (1995). O filme retrata Eduardo como fraco, afeminado e homossexual com um amante parecido com Piers Gaveston. Várias sequências são fictícias, como o amante de Eduardo sendo empurrado por uma janela para sua morte por Eduardo I, e Eduardo sendo traído por William Wallace, que é representado como o verdadeiro pai de Eduardo III.
- Richard Brimblecombe no filme britânico The Bruce (1996)
- Christopher Buchholz na adaptação para a TV francesa de 2005 dos romances de Druon
- Ben Chaplin na minissérie World Without End (2012), durante a qual ele sobreviveu ao seu assassinato e vive no exílio em Kingsbridge sob o nome de Thomas Langley, o homem que recebeu a ordem de matá-lo.
- Billy Howle no filme da Netflix Outlaw King (2018) [3]

## Rádio
- Eduardo II é o foco do Livro na hora de dormir da BBC Radio 4 : The Ruling Passion, de David Pownell, lido por David Horovitz. Foi transmitido de segunda, 27 de outubro, a sexta, 7 de novembro de 2008